# AZIN2
El inhibidor antizima 2 (AzI2) también conocido erróneamente como arginina descarboxilasa (ADC) es una proteína que en humanos está codificada por el gen AZIN2.    A diferencia de las sugerencias iniciales,  el inhibidor antizima 2 no actúa como la arginina descarboxilasa (ADC) en células de mamíferos  

## Otras lecturas
- Nagase T, Kikuno R, Ohara O (December 2001). «Prediction of the coding sequences of unidentified human genes. XXII. The complete sequences of 50 new cDNA clones which code for large proteins». DNA Research 8 (6): 319-327. PMID 11853319. doi:10.1093/dnares/8.6.319.
- Coleman CS, Hu G, Pegg AE (May 2004). «Putrescine biosynthesis in mammalian tissues». The Biochemical Journal 379 (Pt 3): 849-855. PMC 1224126. PMID 14763899. doi:10.1042/BJ20040035.
- Choi KS, Suh YH, Kim WH, Lee TH, Jung MH (March 2005). «Stable siRNA-mediated silencing of antizyme inhibitor: regulation of ornithine decarboxylase activity». Biochemical and Biophysical Research Communications 328 (1): 206-212. PMID 15670771. doi:10.1016/j.bbrc.2004.11.172.
- López-Contreras AJ, López-Garcia C, Jiménez-Cervantes C, Cremades A, Peñafiel R (October 2006). «Mouse ornithine decarboxylase-like gene encodes an antizyme inhibitor devoid of ornithine and arginine decarboxylating activity». The Journal of Biological Chemistry 281 (41): 30896-30906. PMID 16916800. doi:10.1074/jbc.M602840200.
- Tian H, Liu X, Zhang B, Sun Q, Sun D (June 2007). «Adenovirus-mediated expression of both antisense ornithine decarboxylase and S-adenosylmethionine decarboxylase inhibits lung cancer cell growth». Acta Biochimica et Biophysica Sinica 39 (6): 423-430. PMID 17558447. doi:10.1111/j.1745-7270.2007.00294.x.
- Levin VA, Jochec JL, Shantz LM, Aldape KD (November 2007). «Relationship between ornithine decarboxylase levels in anaplastic gliomas and progression-free survival in patients treated with DFMO-PCV chemotherapy». International Journal of Cancer 121 (10): 2279-2283. PMID 17582600. doi:10.1002/ijc.22914.
- Kanerva K, Mäkitie LT, Pelander A, Heiskala M, Andersson LC (January 2008). «Human ornithine decarboxylase paralogue (ODCp) is an antizyme inhibitor but not an arginine decarboxylase». The Biochemical Journal 409 (1): 187-192. PMID 17900240. doi:10.1042/BJ20071004.

- Datos: Q18048910